# Ilie Subășeanu
Ilie Subășeanu (ur. 6 czerwca 1906 w Temesvár, zm. 12 grudnia 1980) – rumuński piłkarz, reprezentant kraju, grający na pozycji napastnika.

## Kariera piłkarska
Subășeanu w latach 1928–1930 występował w zespole Olimpia Bukareszt. 
Subășeanu w drużynie narodowej zadebiutował 21 kwietnia 1929 w wygranym 3:0 meczu z Bułgarią. Drugie i zarazem ostatnie spotkanie zagrał 10 maja tego samego roku, przeciwko Jugosławii.
W 1930 został powołany na Mistrzostwa Świata. Na turnieju pełnił rolę zawodnika rezerwowego. 
| Mecze i gole w reprezentacji | Mecze i gole w reprezentacji | Mecze i gole w reprezentacji | Mecze i gole w reprezentacji | Mecze i gole w reprezentacji | Mecze i gole w reprezentacji | Mecze i gole w reprezentacji |
| #                            | Data                         | Miasto                       | Przeciwnik                   | Gol                          | Wynik                        | Rozgrywki                    |
| ---------------------------- | ---------------------------- | ---------------------------- | ---------------------------- | ---------------------------- | ---------------------------- | ---------------------------- |
| 1.                           | 21.04.1929                   | Bukareszt                    | Bułgaria                     |                              | 3:0                          | towarzyski                   |
| 2.                           | 10.05.1929                   | Bukareszt                    | Jugosławia                   |                              | 2:3                          | Puchar Króla Aleksandra      |